# セルゲイ・ルキヤネンコ
セルゲイ・ルキヤネンコ（Сергей Васильевич Лукьяненко, 1968年4月11日 - ）は、ロシアのSF作家。カザフスタン生まれ。
1999年、『ナイト・ウォッチ』でロシアのSF大賞である「遍歴者賞」を受賞。2004年に映画化もされた。
日本通で、作品には日本人や日本製品が頻繁に登場する。『未調理のフグ』のように日ロの領土問題を混ぜっ返した風刺劇も書いている。

## 日本語訳された作品
- 『未調理のフグ』（S-Fマガジン、1998年8月号）ロシア全土が日本に“返還”されてしまった世界を舞台にした風刺劇
- 『ナイト・ウォッチ』（バジリコ、2005年）
- 『デイ・ウォッチ』（バジリコ、2007年）- ウラジーミル・ワシーリエフと共作
- 『特別大使との夕暮れの会』（S-Fマガジン、2008年1月号）圧倒的な文明差がある異星人に対し領土割譲の交渉に臨む特別大使の姿を描く